# Presidente Juscelino (Maranhão)
Presidente Juscelino é um município brasileiro do estado do Maranhão. Está situado na microrregião de Rosário, mesorregião do Norte Maranhense. Criado em 1964, o município tem 12.734 habitantes (estimativa de 2019).

## Geografia
O município de Presidente Juscelino possui uma extensão territorial de 355,568 quilômetros quadrados, ocupando a 192 posição entre os 217 municípios maranhenses em termos de área.
Demografia
Segundo dados do Censo Demográfico de 2022, Presidente Juscelino contava com 11.356 habitantes, resultando em uma densidade populacional de aproximadamente 31,94 habitante por quilômetro quadrado. No contexto estadual, o município ocupava a 155 posição em número de habitantes e a 45 em densidade demográfica comparando-se com outros municípios do estado do Maranhão. A estimativa populacional para o ano de 2024 era de 11.616 habitantes.
Educação
Em 2010, a taxa de escolarização de crianças entre 6 e 14 anos em Presidente Juscelino era de 98,3 %, colocando o município na 19 colocação entre os 217 do estado. Quanto ao Índice de Desenvolvimento da Educação Básica (IDEB) referente ao ano de 2023, os anos iniciais do ensino fundamental na rede pública apresentaram índice de 4,8 enquanto os anos finais atingiram 4,2.
| Taxa de escolarização de 6 a 14 anos de idade [2010]             | 98,3 %           |
| IDEB – Anos iniciais do ensino fundamental (Rede pública) [2023] | 4,8              |
| IDEB – Anos finais do ensino fundamental (Rede pública) [2023]   | 4,2              |
| Matrículas no ensino fundamental [2023]                          | 1.845 matrículas |
| Matrículas no ensino médio [2023]                                | 265 matrículas   |
| Docentes no ensino fundamental [2023]                            | 146 docentes     |
| Docentes no ensino médio [2023]                                  | 17 docentes      |
| Número de estabelecimentos de ensino fundamental [2023]          | 21 escolas       |
| Número de estabelecimentos de ensino médio [2023]                | 1 escolas        |

Fonte: IBGE

## Economia
Em 2021, o Produto Interno Bruto (PIB) per capita de Presidente Juscelino foi de R$ 6.530,55, valor que colocava o município na 201 posição entre os 217 do estado do Maranhão. Já em 2023, as receitas oriundas de fontes externas representavam 96,34 % do total arrecadado pelo município, o que o posicionava em 34 lugar no ranking estadual.
| PIB per capita [2021]                                                                           | 6.530,55 R$      |
| Índice de Desenvolvimento Humano Municipal (IDHM) [2010]                                        | 0,563            |
| Total de receitas brutas realizadas [2023]                                                      | 54.622.132,94 R$ |
| Transferências correntes (Percentual em relação às receitas correntes brutas realizadas) [2023] | 96,34 %          |
| Total de despesas brutas empenhadas [2023]                                                      | 56.639.924,72 R$ |

Fonte: IBGE
| Salário médio mensal dos trabalhadores formais [2022]                                             | 2,5 salários mínimos |
| Pessoal ocupado [2022]                                                                            | 622 pessoas          |
| População ocupada [2022]                                                                          | 5,48 %               |
| Percentual da população com rendimento nominal mensal per capita de até 1/2 salário mínimo [2010] | 59,2 %               |

Fonte: IBGE